# Neofolk (stílus)
A neofolk egy posztindusztriális műfaj. A neofolk elnevezésen kívül gyakran használják az apocalyptic folk, illetve dark folk megnevezést is. A neofolk az ipari (indusztriális) zenékből és az eredeti népzenéből származtatható, ezen kívül érték behatások a komolyzenéből és más post-industrial műfajokból (például martial industrial) is. Az első neofolk zenekarok a 80-as évek post-punk zenekaraiból alakultak ki. A dalszövegek általában az adott ország mitológiájával, hagyományaival foglalkoznak, továbbá sok zenekarra nagy hatást gyakorolt a tradicionalista filozófia is, így több zenekar foglalkozik távol-keleti filozófiával, vallásokkal (például buddhizmus).